# ماسائو تاکموتو
ماسائو تاکموتو (به انگلیسی: Masao Takemoto) ژیمناست زادهٔ ۲۹ سپتامبر ۱۹۱۹ میلادی اهل کشور ژاپن است.